# Glinščica (Trst)
Glinščica (italijansko Rosandra) je eden izmed tržaških potokov.
Potok je dolg približno 15 kilometrov in priteče iz izvirov na 412 metrih nadmorske višine v bližini vasi Klanec pri Kozini v Sloveniji.
Po nekajkilometrskem toku med laporjem in peščenjakom, kjer se vanjo zliva več manjših potokov, kot je Krvavi potok, vstopi na italijansko ozemlje blizu Botača v tržaški občini Dolina. Tam se vanjo zliva hudournik Grižnik, ki prihaja iz bližnje vasi Beka (v tem delu se potok včasih do sotočja z Grižnikom imenuje Botač, preostali del pa hudourniška Glinščica), in Glinščica vstopi v dolino Glinščice.
Slap Supet, visok 26 metrov, ki se konča v značilnem jezercu med skalami, in nekaj sotesk, visokih do deset metrov, naredijo pot potoka Glinščica še posebej zanimivo tako z geomorfološkega kot panoramskega vidika; tik pred vstopom v dolino potok prejme vodo dveh izvirov: izvira Nimfine jame (ki se napaja z vodami iz jam Stene) in izvira Oppia. Iz tega izvira je bil v rimskem času napeljan akvadukt, ki je z vodo oskrboval bližnji Trst. Delni ostanki akvadukta so vidni v istoimenski dolini.
Hudournik Glinščica kasneje prejme vode najpomembnejših in izdatnih izvirov na tem območju, izvira iz jame Boljunec, iz katere tečejo vode, zbrane iz Kraškega hriba in iz porečja Ocizle-Beka. V poletnem času včasih te vode napajajo potok Glinščice, ki so lahko tako skromne, da presahne. Od tu se hudournik Glinščica usmeri proti izlivu, ki se nahaja v Tržaškem plovnem kanalu v industrijskem območju, in prečka aluvialno ravnico, ki jo je ustvarila.
Ob njeni poti so bili številni mlini, ki so danes večinoma v ruševinah.

## Galerija slik
- Potok Glinščica v bližini Klanca pri Kozini
- Potok Glinščica v bližini Klanca pri Kozini
- Potok na dnu doline Glinščice
- Potok Glinščica